# Гайнц Гакс
Генріх-Георг «Гайнц» Гакс (нім. Heinrich-Georg „Heinz“ Hax; 24 січня 1900, Берлін — 1 вересня 1963, Кобленц) — німецький спортсмен і воєначальник, генерал-майор вермахту і бундесверу. Кавалер Лицарського хреста Залізного хреста з дубовим листям.

## Біографія
Син професійного плавця Георга Гакса і його дружини Лаури, уродженої Шубі. 21 червня 1918 року вступив в Прусську армію. Учасник Першої світової війни. Після демобілізації армії він залишився в рейхсвері, служив у піхоті. В 1928 році брав участь в Олімпійських іграх, посів п'яте місце з сучасного п'ятиборства. У рамках національної команди брав участь в Олімпійських іграх 1932 року в Лос-Анджелесі та 1936 року в Берліні, і отримав срібну медаль (в обох олімпіадах) у змаганнях зі стрільби з пістолета на 25 метрів. Закінчив Військову академію (1935).
З 11 листопада 1938 року — 1-й офіцер Генштабу у штабі 2-ї піхотної дивізії. З 28 жовтня 1940 року — інструктор з тактики Військової академії. З 1 квітня 1941 року — 1-й офіцер Генштабу в штабі групи армій «A», з 22 червня 1941 року — «Південь», з 7 липня 1942 року — «B». Учасник Німецько-радянської війни. 20 серпня 1942 року відправлений в резерв. З 15 січня 1943 року — начальник штабу 46-го танкового корпусу. З 1 квітня 1944 року — командир 304-го, з 1 травня 1944 року — 110-го моторизованого полку. 11 листопада 1944 року відправлений в резерв. З 25 січня 1945 року — командир 8-ї танкової дивізії. 9 травня 1945 року здався американським військам в Пільзені. 8 червня 1945 року переданий радянській владі. 12 квітня 1949 року засуджений Військовим трибуналом до 25 років таборів. 10 жовтня 1955 року переданий владі Німеччини і звільнений.
3 вересня 1956 року вступив у бундесверу, командував 3-ю танковою дивізією (1956/58), 5-м моторизованим полком (1958/59) і 3-м корпусом (1959/61). 31 березня 1961 року вийшов у відставку.

## Звання
- Запасний рекрут (21 червня 1918)
- Фанен-юнкер (1 серпня 1918)
- Фенріх (1 січня 1921)
- Оберфенріх (1 листопада 1921)
- Лейтенант (1 квітня 1922)
- Оберлейтенант (1 лютого 1927)
- Гауптман (1 квітня 1934)
- Майор (1 червня 1938)
- Оберстлейтенант Генштабу (1 листопада 1940)
- Оберст Генштабу (1 червня 1942)
- Генерал-майор (1 квітня 1945)
- Бригадний генерал (3 вересня 1956)
- Генерал-майор (12 вересня 1957)

## Нагороди
- Німецький імперський спортивний знак в бронзі (15 червня 1920)
- Почесний хрест ветерана війни (29 грудня 1934)
- Медаль «За вислугу років у Вермахті» 4-го, 3-го і 2-го класу (18 років; 2 жовтня 1936) — отримав 3 нагороди одночасно.
- Залізний хрест
  - 2-го класу (14 вересня 1939)
  - 1-го класу (31 жовтня 1939)
- Орден Корони Румунії, командорський хрест з мечами (19 вересня 1941)
- Медаль «За зимову кампанію на Сході 1941/42» (12 серпня 1942)
- Лицарський хрест Залізного хреста з дубовим листям
  - лицарський хрест (8 березня 1945)
  - дубове листя (№855; 30 квітня 1945)
- Орден «За заслуги перед Федеративною Республікою Німеччина», командорський хрест